# Третья пятилетка
Третья пятилетка — третий пятилетний план развития народного хозяйства СССР (1938—1942) проходил в условиях, когда начиналась Великая Отечественная война. Ассигнования на оборону пришлось резко увеличить: в 1939 году они составляли четвёртую часть государственного бюджета, в 1940 — уже до одной трети, а в 1941 году — 43,4 процента.
Главное внимание уделялось теперь не количественным показателям, а качеству. Упор делался на увеличение выпуска легированных и высококачественных сталей, легких и цветных металлов, точного оборудования. В годы пятилетки принимались серьёзные меры по развитию химической промышленности и химизации народного хозяйства, внедрению комплексной механизации, и даже осуществлялись первые попытки автоматизации производства. За три года (до 1941 г.) объём производства вырос на 34 %, что было близко к плановым показателям, хотя они и не были достигнуты.

## Основные задачи
Третьей пятилеткой была выдвинута задача догнать развитые страны по производству промышленной продукции на душу населения, которая в СССР была в 5 раз ниже.

## Результаты
Учитывая, что после Мюнхенского сговора 1938 г. начало войны в Европе было лишь вопросом времени, приоритет в 3-й пятилетке фактически получили отрасли военно-промышленного комплекса. В 1939 г. были созданы наркоматы авиапромышленности, вооружения, боеприпасов, судостроения. Был пересмотрен бюджет. Если в первый год пятилетки расходы на оборону составляли 18,7 %, то в 1940 г. они составили по факту 32,6 %. Только за 1938-39 производство в отраслях ВПК выросло в полтора раза (на 46,5 %). И всё же серийное производство многих видов военной техники только осваивалось.
1 сентября 1939 г. был принят новый закон «О всеобщей воинской обязанности». За 1934-39 гг. численность Красной Армии более, чем удвоилась, а к январю 1941 г. личный состав всех Вооружённых Сил достиг 4,2 млн.чел. Были сформированы новые военно-морские флоты — Тихоокеанский и Северный. Несмотря на отток в армию, численность рабочих и служащих в народном хозяйстве выросла с 11,4 млн. в 1928 до 31,2 млн. в 1940 г. Продолжалось укрепление образовательного потенциала. Благодаря тому, что 7-летнее обучение было практически введено повсеместно, значительно возрос приём в вузы. Широкое развитие получила аспирантура при вузах и НИИ. Был также создан единый тип профессионально-технических учебных заведений.
В результате форсированных преобразований экономики в 1928—1940 гг. в стране был создан мощный промышленный потенциал, сделаны существенные шаги в сторону индустриальной цивилизации.
| Продукция                       | 1937 г. | 1941 г. | 1941 к 1937(%) |
| ------------------------------- | ------- | ------- | -------------- |
| Чугун, млн. т.                  | 14,5    | 14,9    | 103 %          |
| Сталь, млн. т.                  | 17,7    | 18,3    | 103 %          |
| Прокат чёрных металлов, млн. т. | 13      | 13,1    | 101 %          |
| Уголь, млн. т.                  | 128     | 166     | 130 %          |
| Нефть, млн. т.                  | 28,5    | 31,1    | 109 %          |
| Электроэнергия, млрд кВт·ч      | 36,2    | 48,3    | 133 %          |
| Бумага, тыс. т.                 | 832     | 838     | 101 %          |
| Цемент, млн. т.                 | 3,5     | 5,7     | 163 %          |
| Сахарный песок, тыс. т.         | 2421    | 2165    | 89 %           |
| Станки металлорежущие, тыс. шт. | 48,5    | 58,4    | 120 %          |
| Автомобили, тыс. шт.            | 200     | 145,4   | 72,7 %         |
| Обувь кожаная, млн. пар         | 183     | 212     | 116 %          |